# أمين عمر
أمين عمر حكم كرة قدم مصري ويعمل أيضًا كمحامٍ، يشارك حاليًا في الدوري المصري الممتاز، وقد كانت بداياته في الدوري الممتاز في 3 فبراير 2013 في مباراة فريقي سموحة وتليفونات بني سويف.